# Acord de quinta augmentada

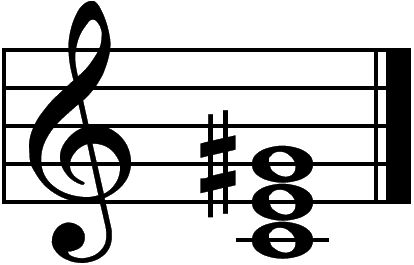
Acord de 5a. augmentada sobre Do

En la teoria de la música, un acord de quinta augmentada, també anomenat tríada augmentada és un acord que consta d'una quinta augmentada i una tercera major. També es pot veure com un acord amb dues terceres majors.

## Característiques
- Pel fet de contenir un interval dissonant, l'acord de quinta augmentada es considera un acord dissonant.[2]
- En la música tonal, l'acord de 5a. augmentada es forma sobre el tercer grau (III) de l'escala menor harmònica.[3]